# Ralph E. Winters
Pour les articles homonymes, voir Winters.
Ralph E. Winters (parfois crédité Ralph Winters) est un monteur canadien, né le 17 juin 1909 à Toronto (Ontario), mort le 26 février 2004 à Los Angeles (Californie).

## Biographie
Installé aux États-Unis, Ralph E. Winters y débute au cinéma comme chef-monteur en 1941, au sein de la Metro-Goldwyn-Mayer, où il mène une partie de sa carrière. Il travaille en tout sur soixante-dix films (majoritairement américains, plus quelques coproductions), sa dernière contribution étant pour L'Île aux pirates de Renny Harlin (avec Geena Davis et Matthew Modine), sorti en 1995.
Fait particulier, il assiste le réalisateur Blake Edwards sur douze films, depuis La Panthère rose (1963, avec Peter Sellers et David Niven) jusqu'à Micki et Maude (en) (1984, avec Amy Irving et Dudley Moore), en passant notamment par La Grande Course autour du monde (1965, avec Tony Curtis et Natalie Wood), La Party (1969, avec Peter Sellers et Claudine Longet) et Victor Victoria (1982, avec Julie Andrews et James Garner).
Parmi ses autres films notables, citons Un jour à New York de Stanley Donen et Gene Kelly (1949, avec Gene Kelly et Frank Sinatra), Quo vadis de Mervyn LeRoy (1951, avec Robert Taylor et Deborah Kerr), ou encore Spéciale Première de Billy Wilder (1974, avec Jack Lemmon et Walter Matthau).
Ralph E. Winters obtient six nominations à l'Oscar du meilleur montage, dont deux gagnés, en 1951 pour Les Mines du roi Salomon de Compton Bennett et Andrew Marton (1950, avec Deborah Kerr et Stewart Granger), puis en 1960 pour Ben-Hur de William Wyler (1959, avec Charlton Heston et Stephen Boyd).
À la télévision, il est monteur d'un épisode de la série Combat !, diffusé en 1962, ainsi que de cinq téléfilms, entre 1976 et 1994.

## Filmographie partielle

### Au cinéma
- 1941 : Le Châtiment (The Penalty) de Harold S. Bucquet
- 1942 : L'Assassin au gant de velours (Kid Glove Killer) de Fred Zinnemann
- 1942 : Les Amours de Marthe (The Affairs of Martha) de Jules Dassin
- 1942 : Les Yeux dans les ténèbres (Eyes in the Night) de Fred Zinnemann
- 1943 : Cry Havoc de Richard Thorpe
- 1943 : The Youngest Profession d'Edward Buzzell
- 1943 : Young Ideas de Jules Dassin
- 1944 : Hantise (Gaslight) de George Cukor
- 1944 : L'introuvable rentre chez lui (The Thin Man goes Home) de Richard Thorpe
- 1945 : Our Vines Have Tender Grapes (en) de Roy Rowland
- 1947 : L'Heure du pardon (The Romance of Rosy Ridge) de Roy Rowland
- 1947 : Mac Coy aux poings d'or (Killer McCoy) de Roy Rowland
- 1948 : Tenth Avenue Angel de Roy Rowland
- 1948 : Le Maître de Lassie (Hills of Home) de Fred M. Wilcox

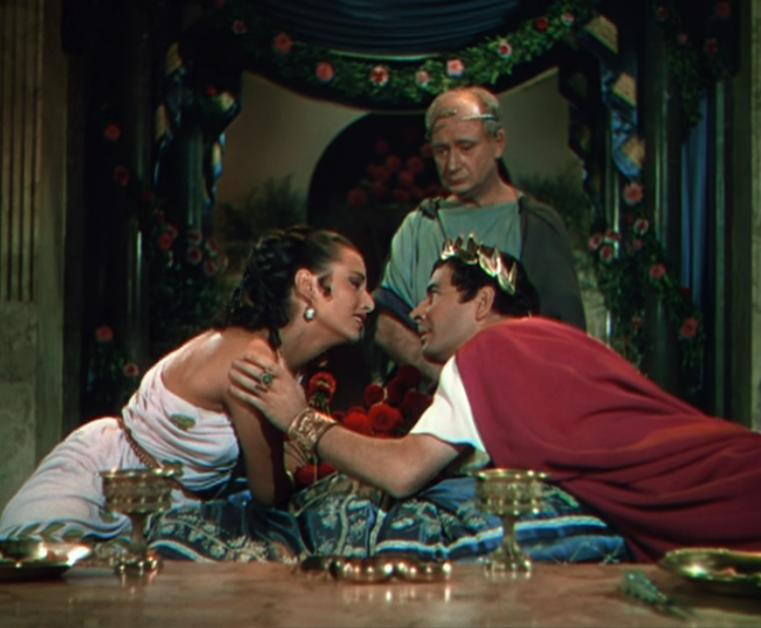
Marina Berti et Leo Genn (au premier plan),
dans Quo vadis (1951)

- 1949 : Les Quatre Filles du docteur March (Little Women) de Mervyn LeRoy
- 1949 : Un jour à New York (On the Town) de Stanley Donen et Gene Kelly
- 1949 : Faites vos jeux (Any Number can play) de Mervyn LeRoy
- 1950 : Les Mines du roi Salomon (King Salomon's Mines) de Compton Bennett et Andrew Marton
- 1951 : Quo vadis de Mervyn LeRoy
- 1953 : Embrasse-moi, chérie (Kiss Me, Kate) de George Sidney
- 1953 : Histoire de trois amours (The Story of Three Loves) de Vincente Minnelli et Gottfried Reinhardt (film à sketches)
- 1953 : La Reine vierge (Young Bess) de George Sidney
- 1954 : Les Sept Femmes de Barbe-Rousse (Seven Brides for Seven Brothers) de Stanley Donen
- 1954 : La Tour des ambitieux (Executive Suite) de Robert Wise
- 1955 : Les Pièges de la passion (Love Me or Leave Me) de Charles Vidor
- 1955 : La Chérie de Jupiter (Jupiter's Darling) de George Sidney
- 1956 : Haute Société (High Society), de Charles Walters
- 1956 : La Loi de la prairie (Tribute to a Bad Man) de Robert Wise
- 1957 : Le Rock du bagne (Jailhouse Rock) de Richard Thorpe
- 1958 : La Vallée de la poudre (The Sheepman) de George Marshall
- 1959 : Ben-Hur de William Wyler
- 1960 : La Vénus au vison (BUtterfield 8) de Daniel Mann
- 1961 : Le troisième homme était une femme (Ada) de Daniel Mann
- 1963 : La Panthère rose (The Pink Panther) de Blake Edwards
- 1963 : L'Offrande (en) (Dime with a Halo) de Boris Sagal
- 1963 : La Dernière Bagarre (Soldier in the Rain) de Ralph Nelson
- 1964 : Quand l'inspecteur s'emmêle (A Shot in the Dark) de Blake Edwards
- 1965 : La Grande Course autour du monde (The Great Race) de Blake Edwards
- 1966 : Qu'as-tu fait à la guerre, papa ? (What did you do in the War, Daddy ?) de Blake Edwards
- 1967 : Un si gentil petit gang (Fitzwilly) de Delbert Mann
- 1968 : L'Affaire Thomas Crown (The Thomas Crown Affair) de Norman Jewison
- 1969 : La Party (The Party) de Blake Edwards
- 1970 : Le Maître des îles (The Hawaiians) de Tom Gries
- 1971 : Kotch le papy sitter de Jack Lemmon
- 1972 : Avanti! de Billy Wilder
- 1972 : Opération clandestine (The Carey Treatment) de Blake Edwards
- 1973 : Mr. Majestyk de Richard Fleischer
- 1973 : Échec à l'organisation (The Outfit) de John Flynn
- 1974 : Du sang dans la poussière (The Spikes Gang) de Richard Fleischer
- 1974 : Spéciale Première (The Front Page) de Billy Wilder
- 1976 : King Kong de John Guillermin
- 1977 : Orca de Michael Anderson
- 1979 : Elle (10) de Blake Edwards
- 1979 : The American Success Company de William Richert
- 1981 : S.O.B. de Blake Edwards
- 1982 : Victor Victoria de Blake Edwards
- 1983 : L'Homme à femmes (The Man who loved Women) de Blake Edwards
- 1983 : L'Héritier de la Panthère rose (Curse of the Pink Panther) de Blake Edwards
- 1984 : Micki et Maude (Micki & Maude) de Blake Edwards
- 1986 : Big Trouble de John Cassavetes
- 1995 : L'Île aux pirates (Cutthroad Island) de Renny Harlin

### À la télévision
- 1962 : Combat ! (Combat!), série
  - Saison 1, épisode 11 A Day of June de Boris Sagal
- 1978 : The Other Side of Hell, téléfilm de Ján Kadár
- 1991 : Tagget, téléfilm de Richard T. Heffron
- 1994 : Lily in Winter, téléfilm de Delbert Mann

## Distinctions (sélection)

### Nominations
- Oscar du meilleur montage :
  - En 1952, pour Quo vadis ;
  - En 1955, pour Les Sept Femmes de Barbe-Rousse ;
  - En 1966, pour La Grande Course autour du monde ;
  - Et en 1972, pour Kotch.

### Récompenses
- Oscar du meilleur montage :
  - En 1951, pour Les Mines du roi Salomon (partagé avec Conrad A. Nervig) ;
  - Et en 1960, pour Ben-Hur (partagé avec John D. Dunning).